# Código de migración de Azerbaiyán
Código de migración de la República de Azerbaiyán (en azerbaiyano Azərbaycan Respublikasının Miqrasiya Məcəlləsi) - es el acto legislativo, que determinado las normas de la realización de la política estatal de la República de Azerbaiyán en el ámbito de migración, regulación de los procesos de migración y las relaciones en este ámbito, también la ocndición jurídica de los extranjeros personas sin ciudadanía en el territorio de la República de Azerbaiyán.

## Aprobación
El código de migración de la República de Azerbaiyán fue aprobado por la ley “sobre la aprobación, entrada en vigor del código de migración de la República de Azerbaiyán” desde 2 de julio de 2013. Desde de entrada en vigor del código, la ley de la República de Azerbaiyán “sobre el estatuto jurídico de los extranjeros y personas sin ciudadanía” desde 13 de marzo de 1996 quedó anulada.

## Contenido
Código de migración de la República de Azerbaiyán consta de 6 partes. 15 capítulos y 95 artículos. Primeros dos capítulos son primera parte del código e incluyen disposiciones generales: legislación de migración de la República de Azerbaiyán y registro de migración de los extranjeros y personas sin ciudadanía. Primer pàrte de código consta de 8 artículos.
Segunda parte incluye la entrada a Azerbaiyán y salida del Azerbaiyán. Tiene 15 artículos, que determinan las reglas de salida del país y entrada al país de los ciudadanos de la República de Azerbaiyán, también de entrada al país de los extranjeros y personas sin ciudadanía, su estancia temporal en el territorio y su salida del país.
La tercera parte del código consta de los artículos, que determinan las normas de los documentos, que presentan a los extranjeros y personas sin ciudadanía  los derechos de la entrada en Azerbaiyán, la estancia temporal, prolongar la estancia temporal y estancia permanente y trabajo en el territorio de la República de Azerbaiyán.
Cuarta parte del código de migración de la República de Azerbaiyán incluye las normas de la migración del trabajo.  Otra parte del acto normativo es la disposición jurídica de los extranjeros y personas sin ciudadanía, en la que se determinan los derechos y obligatorios de los extranjeros y las personas sin ciudadanía por el tiempo de la estancia en el territorio de la República de Azerbaiyán.
La última parte del código consta de las reglas y bases de la expulsión de los extranjeros y personas sin ciudadanía del territorio de Azerbaiyán, las bases, reglas, normas, plazo y proceso de internamiento de los extranjeros y personas sin ciudadanía en los centros de mantenimiento de los migrantes ilegales. En el último artículo del código tiene lugar las normas de la responsabilidad de violación de legislación de migración de la República de Azerbaiyán.